# Groß Twülpstedt
Groß Twülpstedt là một đô thị của huyện Helmstedt, bang Niedersachsen, Đức. Đô thị này có diện tích 36,43 km².